# Сото ил Монте Джовани XXIII
Со̀то ил Мо̀нте Джова̀ни XXIII (на италиански: Sotto il Monte Giovanni XXIII; на ломбардски: Sota 'l Mut, Сота ъл Мут) е малко градче и община в Северна Италия, провинция Бергамо, регион Ломбардия. Разположено е на 305 m надморска височина. Населението на общината е 4513 души (към 2017 г.).